# Järnvågshuset

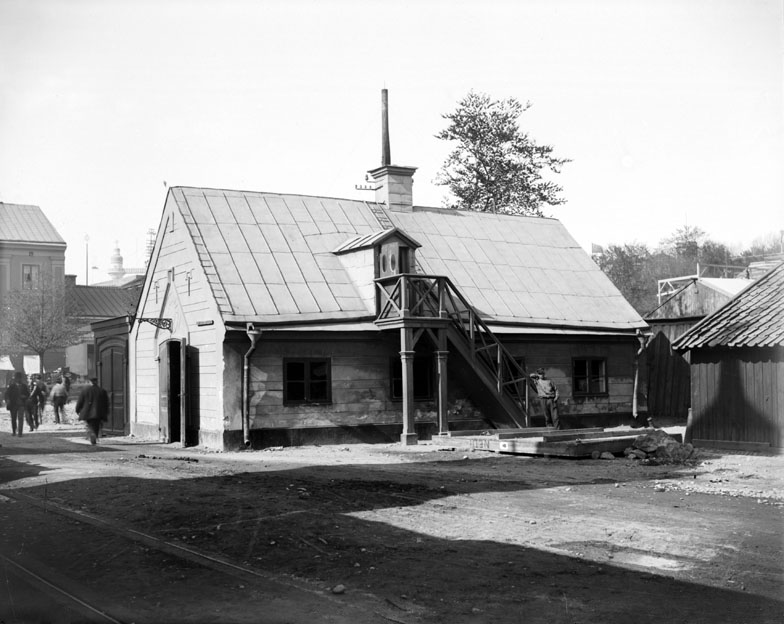
Järnvågshuset 1896

Järnvågshuset är en byggnad på Lilla Allmänna gränd 17  i Djurgårdsstaden på Djurgården i Stockholm.

## Historik
Byggnaden uppfördes i mitten av 1700-talet som kontor för Djurgårdsvarvet, och användes för stadens järnvåg, som 1865 flyttats hit från Järngraven på Södermalm. Mellan 1876 och 1897 inrättades Djurgårdens brandstation i byggnaden. Järnvågshuset var ett byggnadsminne 1935-2005, och förvaltas idag av Svenska Bostäder som bostadshus.